# مسار السكك الحديدية في وادي لبنان
مسار السكك الحديدية في وادي لبنان (بالإنجليزية: Lebanon Valley Rail Trail)‏ هو مسار ترفيهي وطني. يبدأ مسار السكة الحديد من الحدود الجنوبيّة الغربية لمقاطعة لبنان ويمر عبر كولبروك وجبل غريتنا وكورنوال ومدينة لبنان. على الحدود الجنوبية لمقاطعة لبنان بولاية بنسلفانيا، يتصل مسار السكك الحديدية في وادي لبنان LVRT بمسار كونيواغو الترفيهيّ، ويستمر لمسافة خمس أميال، التي تساوي ثماني كيلو متر. تم بناء المسار بشكل جزئي على خط سكة حديد كورنوال-لبنان القديم الذي أنشأه رجل الصّناعة روبرت إتش كولمان في ثمانينيات القرن التاسع عشر. يمتد المسار لمسافة خمسة عشر ميلا والذي يساوي ثمان وعشرين كيلو متر، وهناك العديد من المراحل قيد التطوير التي من شأنها تمديد المسار إلى مقاطعة لبنان الشمالية وجونستاون. يتميز مسار السكك في وادي لبنان بمسار حجري مكتظ ومسار مرصوف في العديد من الأجزاء التي تعبر "ولاية بنسلفانيا الهولندية" وغيرها من الطرق ذات المناظر الخلابة. يرى مستخدمو المسار غابات لم تمسها أراضي الدولة والغابات ومناظر حقول المنطقة ومزارعها. تتم صيانة المسار من قبل مجموعة مخصصة من المتطوعين، ويسمح بالمشي والركض وركوب الدراجات والخيل والتّزلج الريفي على الثلوج. 

## التطور التاريخي

### دلالة تاريخية

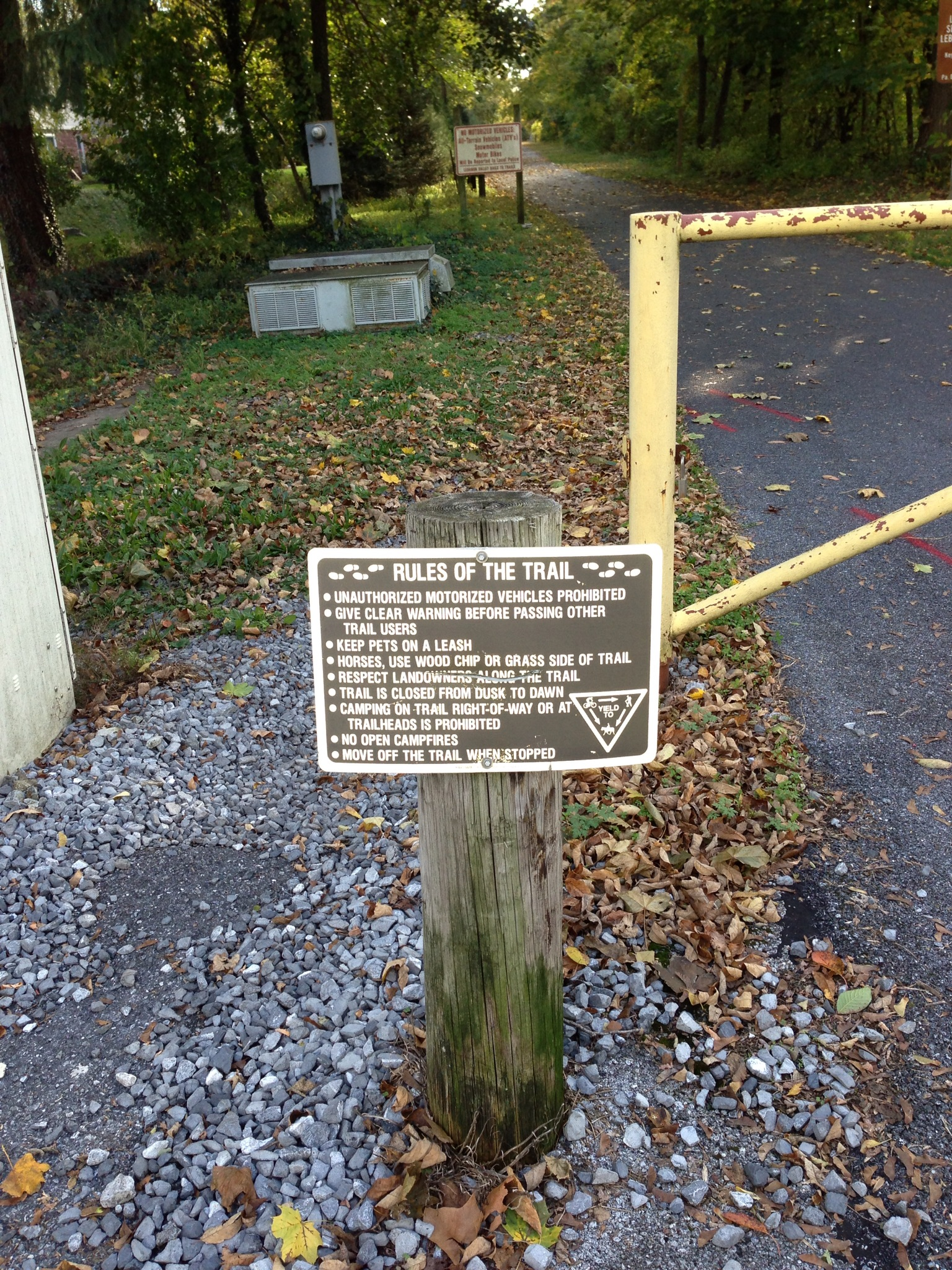
قواعد تريل LVRT

كانت تكلفة بناء خط السكة الحديد كورنوال-لبنان بمبلغ يقدّر ب1.2 مليون دولار في ثمانينيات القرن التاسع عشر على يد رجل المجتمع الثري روبرت إتش كولمان. وعند بنائه استخدم الحديد لنقل الركاب من جبل غريتنا، وهو منتجع شهير للغاية في ذلك الوقت. ثم استخدم خط السكة الحديد لنقل الحرس الوطني في ولاية بنسلفانيا من معسكرهم الذي يقع قرب من جبل غريتنا. مع مرور الوقت، توقفت خدمة السكك الحديدية، مما أدى إلى شراء السكك الحديدية من قبل شركة بنسلفانيا للسكك الحديدية. واصلت المجموعة استخدام السكة الحديد حتى دمر إعصار أغنيس القوي مقاطعة لبنان. وتم تدمير أجزاء من مسار السكة بسبب الإعصار عام 1972.
في عام 1979 تم التخلي عن خط السكة الحديد فرع كورنوال-لبنان من قبل السكك الحديدية المركزية بنسلفانيا. وعملت مجموعة من السكان المحليين المعنيين على إقناع مفوضي مقاطعة لبنان بتقديم عطاءات على الممر لاستخدام المسار الترفيهي العام في ذلك الوقت. ولكن لسوء الحظ، تمت المزايدة على المقاطعة وتحوّل خط السكة الحديد إلى ملكية خاصة. كما أن حركة السكك الحديدية إلى المسارات التي اجتاحت الأمّة لم تبدأ بشكل جدي إلا في منتصف الثمانينيات.
بعد نحو عشرين عامًا، عاد الاهتمام بخط السكك الحديديّة من جديد، حيث بدأت ضغوط التطوير في الطرف الجنوبي من المقاطعة تهدد المساحات المفتوحة المتاحة والفرص الترفيهية التي اعتبرها السكان أمرًا مفروغًا منه طوال سنوات عديدة. تأسست شركة وادي لبنان قضبان إلى مسارات "Lebanon Valley Rails-to-Trails Inc." برئاسة جون فينجرت جونيور في عام 1996، وبدأت المفاوضات مع شركة الشراكات الشرقية Eastern Enterprises، مالكة خط السكة الحديد جنوب لبنان إلى خط مقاطعة لانكستر. ولحسن الحظ، بقيت أجزاء كبيرة من مسار السكك الحديدية المقترح سليمة لحد كبير.
في شهر ديسمبر عام 1999، اشترت السكك الحديدية في وادي لبنان LVRT حاجز السكة الحديدية من شركة الشراكات الشرقية Eastern Enterprises وبدأت في أوائل عام 2000 حملة جمع التبرعات المجتمعية والتي، إلى جانب العديد من المنح من الدولة الممولة من أجل تمهيد الطريق وتحسينات أخرى.
عام 2009 تم اقتناء وتطوير امتداد لمدينة لبنان بطول 2.5 ميل. يمر المسار بالقرب من طريق زينس ميل باتجاه مركز معارض لبنان، ثمّ إلى حديقة ساوث هيل، وينتهي عند رأس مسار الشارع الثامن. يتميز هذا القسم من المسار بسطح مرصوف بعرض عشرة أقدام ومسار للفروسية وجسر فوق الأرض في شارع فيلهلم. تكلفة البناء كانت 575000 دولار وكان تمويلها من التبرعات الشخصية والأموال الفيدرالية وأموال الولاية. بُني امتداد مدينة لبنان على مسار كورنوال الصناعي السابق وتم الحصول عليه من شركة تدعى ريل رود RJ Railroad Co التي استخدمتها شركة Conrail كونريل لخدمة مصنع يدعى Alcoa المحلي في بلدة جنوب لبنان.
تركز الامتدادات الحديثة على تحديث مسار كورنوال، والذي موّل جزئيًا بهبة تقدر ب25000 دولار من أصدقاء Rexmont Dams.  الدراسات جارية لتطوير منطقة خارج جونستاون والتي ستتصل يومًا ما بمسار قناة الاتحاد وقسم مدينة لبنان من خط السكك الحديدية في وادي لبنان.

## التطوير

### التصميم والبناء
يتكون المسار من مسارين متوازيين: إحداهما مغطى بحجارة مكسرة لاستيعاب المشاة والعدائين وسائقي الدراجات النارية والمتزلجين في فصل الشتاء، والآخر مغطى برقائق الخشب لاستيعاب راكبي الخيل. أغلب المسار موجود تحت مظلة، مع وجود مناطق مكشوفة في أكثر من موقع. يمكن العثور على جسرين على طول المسار في شارع يسمى ويلهلم وبالقرب من كورنوال تريل هيد، في حين يمكن العثور على علامات التحذير عند معابر الطرق الستة على المستوى.

## مجتمع

### أحداث خاصة
يرعى المسار العديد من الأحداث بما في ذلك يوم Root Beer Barrel Day يوم براميل بيرة الجذر وحملات جمع الأموال وجولات فريق المدرسة الثانوية وركوب الدراجات المنظمة. حيث يعد هذا اليوم حدثًا تقديريًا لـخط السكك الحديدية في وادي لبنان الذي يستخدم موقع Corn wall Trailhead كموقع تجمّع حيث يُعرض على رواد الطريق شراء الطعام والهدايا من متجر براميل بيرة الجذر الضخم الموجود هناك. وهناك حدث خاص مهم للمسار هو برنامج اعتماد مقعد Adopt a Bench الذي يقدم لمؤيدي خط السكك الحديدية في وادي لبنان التبرع بمقعد سيتم وضعه على طول المسار مع لوحة مرفقة به تكريماً للمتبرع.  يتيح برنامج Adopt a Foot لمؤيدي المسار التّبرع بمبلغ أقل مما يمكن أن يساعد في زيادة جودة المسار وصيانته. 

## روابط خارجية
- وادي لبنان القضبان إلى مسارات
- مسح المستخدم لوادي لبنان للسكك الحديدية ومسار كونيواجو الترفيهي لعام 2011 وتحليل الأثر الاقتصادي
- TrailLink.com